# Avellaneda (Santa Fe)
Avellaneda is een plaats in het Argentijnse bestuurlijke gebied General Obligado in de provincie Santa Fe. De plaats telt 22.989 inwoners.